# Моласса
Моласса (уст. Молясс, от фр. molasse — «мягонький») — комплекс геологических отложений, возникших за счёт размыва гор.
Это мощная (до нескольких километров) толща морских и континентальных преимущественно терригенных пород с неравномерным распределением обломочного материала, формирующаяся в коллизионной геодинамической обстановке, в том числе в условиях внутриконтинентального орогенеза.

## История
Термин введён Орасом де Соссюром в 1779 году.
Молассы — так в XIX веке называли одну из геологических групп нептунического происхождения

## Описание

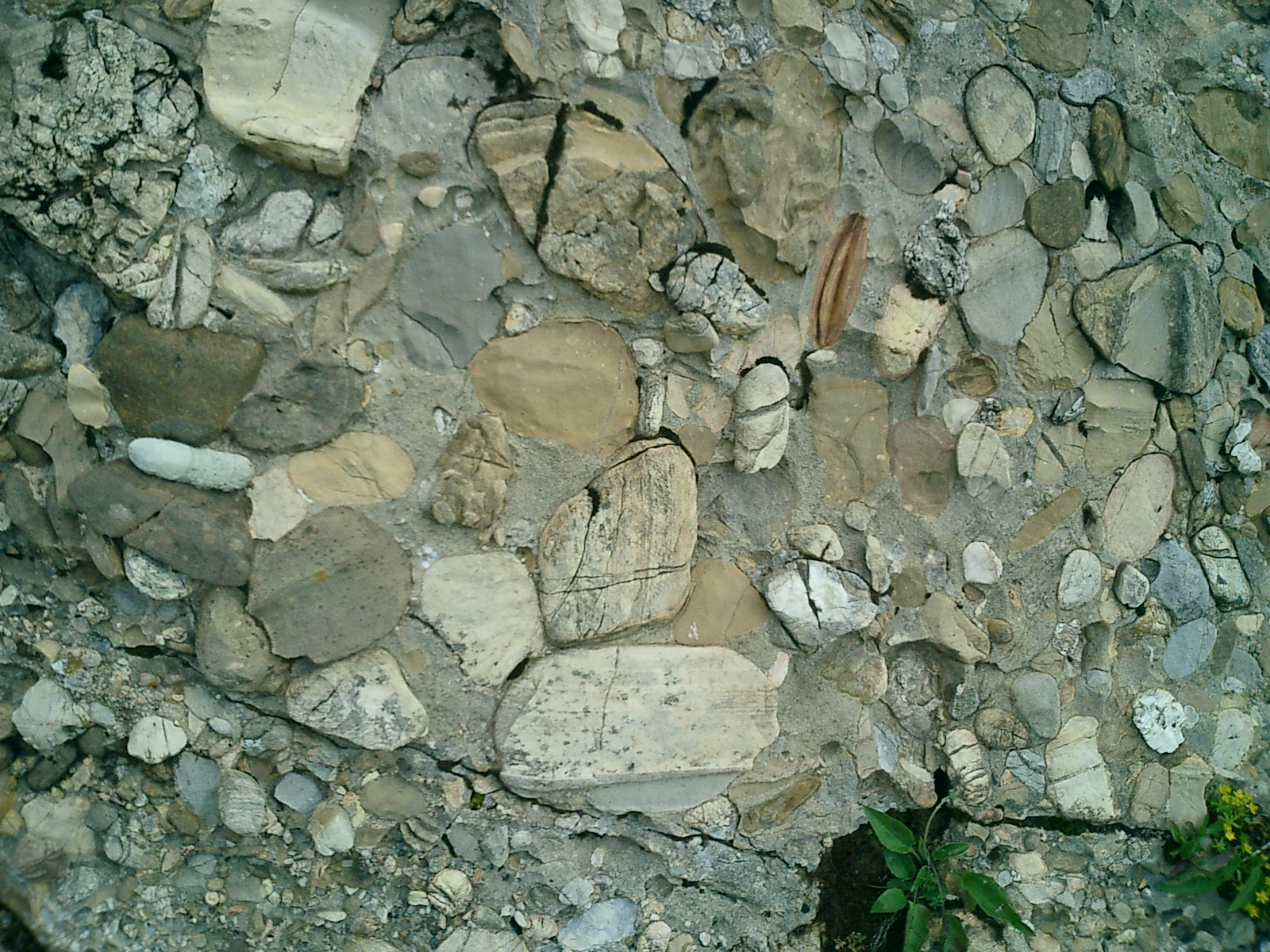
Моласса, Альпы

По составу молассы довольно разнообразны — хотя главную роль в них играют песчаники, алевролиты, аргиллиты, но встречаются также линзы валунных и галечных конгломератов, пачки известняков, каменной соли, гипса, покровы вулканитов кислого состава и их туфов. На нижележащие отложения моласса ложится как правило резко несогласно, с размывом и формированием базальных конгломератов. Для моласс характерна регрессивная последовательность, выраженная увеличением зернистости обломочного материала вверх по разрезу.
Молассы, как правило, выполняют передовые прогибы (форланды), формирующиеся между древней платформой и складчато-покровным поясом в результате прогибания платформенной литосферы под действием надвигающихся аллохтонов складчато-покровного пояса. (Классический пример — Предуральский краевой прогиб, выполненный пермской соленосной молассой.)
С молассами часто связаны месторождения каменной соли (галита), угля, нефти.
Различают:
- Моласса верхняя — континентальная.
- Моласса нижняя — морская.